# Michael Galeota
Michael James Galeota (Smithtown, 28 de agosto de 1984 — Glendale, 10 de janeiro de 2016) foi um ator norte-americano, melhor conhecido como Michael Galeota da série The Jersey, que foi ao ar no Disney Channel.